# Burg Goßfelden
Die Burg Goßfelden ist eine abgegangene Niederungsburg bei dem Ortsteil Goßfelden der Gemeinde Lahntal im Landkreis Marburg-Biedenkopf in Hessen.
Die Burg wird 1235 erstmals erwähnt. Als Erbauer werden die Herren von Goßfelden genannt. 1282 schenkten die von Goßfelden dem Deutschen Orden Güterbesitz im Ort Goßfelden. Im 15. Jahrhundert begann die Burg zu verfallen.
Es handelt sich bei dem Hof Goßfelden offenbar um die später sogenannte Burg nördlich der Lahn. Der Hof ging zunächst an die von Hohenfels und wurde 1443 vom Landgrafen von Hessen dem Balthasar von Sassen und dessen Erben als freiadliges Gut übertragen. 1518 klagen die von Hohenfels vergeblich auf Rückgabe des Hofes, der außerhalb der Zuständigkeit des Deutschen Ordens in Goßfelden lag. Im 16. Jahrhundert kam der Hof an die Marburger Patrizierfamilie Orth, zu der auch der evangelische Theologe Wigand Orth (1537–1566) gehörte. Anschließend kam der hessische Kanzler Johann Heintzenberger (1531–1581) und seine Familie in den Besitz von Hof Goßfelden, 1683 erstmals als „Burg“ bezeichnet und mit einem Grundbesitz von rund 200 Morgen Land ausgewiesen. Um 1800 wurde das Land unter Goßfeldener Bauern aufgeteilt.